# リチャード・クック (指揮者)
リチャード・クック（Richard Cooke）は、イギリスの指揮者、合唱指揮者。

## 略歴
イングランド南西部のコーンウォール州に生まれる。1982年より1991年までロンドン・フィルハーモニー合唱団の指揮者、1984年よりカンタベリー合唱協会の合唱指揮者、1995年より王立合唱協会（ロイヤル・コーラル・ソサエティ）の音楽監督をつとめる。またセントポール教会少年合唱団やケンブリッジ大学キングズ・カレッジ合唱団の指導者を歴任。合唱指揮者としてテンシュテットと組んだマーラーの交響曲第8番、ハイティンクとのヴォーン・ウィリアムズの『海の交響曲』（いずれもロンドン・フィルハーモニー管弦楽団）は高く評価されている。指揮者としてもロンドン・ヘンデル・オーケストラを指揮してバッハ、ヘンデル、モンテヴェルディの作品を演奏し、またロイヤル・フィルハーモニー管弦楽団、カンタベリー合唱協会とともにBBCプロムス最終夜（The Last Night of the Proms）に登場するなど多面的な活躍を続けている。1996年にはエセックス大学から名誉博士号を授与されている。